# ザ・フォーリナー/復讐者
『ザ・フォーリナー/復讐者』（原題：The Foreigner、中国語題：英伦对決）は、2017年のイギリス・中国・アメリカ合衆国合作のアクション・スリラー映画。1992年のスティーブン・レザーの小説『チャイナマン』（新潮文庫）を原作としている。

## ストーリー
ロンドンでチャイニーズ・レストランを経営するクァン・ノク・ミンは娘であるファンの送迎中、北アイルランド解放を謳う過激派組織の爆破テロに巻き込まれてしまう。幸いにもクァンの傷は浅かったが、ファンは彼の目の前で命を落としてしまい、クァンの心には大きな傷が残った。
一方で、過去に過激派組織の活動家をしていたリアム・ヘネシーは、現在では北アイルランド副首相になっていた。爆発物の鑑定結果を知ったリアムは「政府内に内通者がいる」と考え、内々に事態を解決するよう目論む。
警察の捜査はテロから3週間経過しても目立った進展がなかった。犯人への報復を考えるクァンは、テレビ番組に出ていたリアムの経歴を知り、彼の事務所に電話を掛ける。テロの被害者ということで取り次いでもらうことはできたが、犯人の正体や手掛かりについては「何も知らない」と返されるばかりだった。クァンは従業員のケイに「店を譲る」と告げると姿を消し、バンやスマートフォンに偽装を施すなどの準備を終えると、その足でリアムのいるベルファストへと向かう。クァンがリアムの事務所を訪問すると、受付で追い出されそうになるがリアムに部屋まで通される。しかし、犯人については「何も知らない」と言われるばかり。
クァンは「そのうち気が変わる」と言い残し、その場は大人しく引き下がって見せたが、リアムの事務所のトイレに簡易の時限爆弾を仕掛けて事務所を出た。その爆弾の爆発の規模は小さく人的被害こそ出なかったが、クァンは「気が変わりましたか？」とリアムに電話を掛ける。リアムは激怒し、クァンを見つけ出すように命令を下す。クァンの居場所はすぐに判明するが追っ手はクァンを取り逃がしてしまい、リアムは牧場へ避難することを決断する。また、甥のショーンをニューヨークから呼び寄せテロの犯人探しに協力させる。
クァンはリアムを追跡し、愛人のマギーとの逢瀬の場所や、避難先の牧場を難なく突き止めていく。牧場の納屋に仕掛けた爆弾は事務所に仕掛けた物以上の威力だったが、被害者が出ないように工夫もされていた。翌朝は、リアムの部隊が乗る車に仕掛けられた爆弾が爆発し、横転する。部隊はクァンが牧場近くの森に潜んでいることを察知し捜索に出るが、隊員は仕掛けられた罠にかかり負傷してしまい、クァンの追跡は断念せざるを得なかった。リアムは片腕であるジムの進言を受けて、森の中を熟知するショーンにクァンの相手をさせることにする。
その日の晩、リアムに送られてきたクァンの身上調査結果には、彼がかつてアメリカ特殊部隊に所属し、ベトナム戦争に参加していたことが記されていた。一方で牧場にリアムの同志ヒュー・マクグラスが訪ねてくる。彼の正体は過激派組織の急進派であり、リアムは裏で過激派組織と繋がり続けていた。しかし、クァンとファンが遭った先日の爆破テロはリアムの思惑とは違った形で決行されたものだった。2人の主張は相容れず、喧嘩別れする形でマクグラスは帰っていく。リアムは書斎で眠る愛犬を連れて寝室に向かおうとするが、愛犬は深く眠らされており、そこへ隠れていたクァンが姿を現す。クァンは胴に巻きつけた爆弾と拳銃でリアムを脅した。クァンはリアムから、次の爆破テロでは犯人が分かるように罠が仕掛けられていることを聞き出すと、24時間の猶予を与えてその場を去った。
翌日、ロンドンを走る2階建バスが爆破される。しかし、リアムの用意していた罠は見破られており、犯人を見つけ出すどころかリアムとショーンへの疑いが強まってしまった。頭を抱えるリアムだが、ロンドンのホテルにいる妻の安否を部下に尋ねたところ、彼女がショーンと密会したこと、その後にマクグラスと連絡を取っていたことを知らされる。さらに、監視カメラの映像からマクグラスが爆破テロの犯人と繋がっていることを知ったリアムは、再び来訪したマクグラスに銃を突きつけて犯人の情報を白状させる。5人の犯人の中にはリアムの愛人マギーの名前も記されていた。直後、リアムはマクグラスを殺害する。
牧場に到着したショーンはすぐさま森に入り、クァンの痕跡を辿り始める。クァンとショーンはすぐに相対し、2人は激しい格闘を繰り広げる。ショーンに勝利したクァンは彼を縛り上げ、犯人の情報に加えてショーンの従軍経験について聞き出すと、すぐに彼を解放した。リアムは牧場に帰ってきたショーンを問い詰め、ショーンから妻に、妻からマクグラスに情報が流出したことを確認する。
明くる日、爆破テロの犯人たちが拠点とするアパートをリアムの部隊が取り囲んだ。部屋に複数の狙撃銃の銃口が向けられている中、クァンはアパートへと潜入していた。ガス漏れの点検を装って犯人たちの部屋へ入ることには成功したが、荷物を検められたところで銃の所持が露見し、銃撃戦が開始される。クァンが犯人5人のうちマギー以外の男4人を殺害して部屋を出ると同時に、リアムの部隊が突入してきた。部隊はマギーから次の爆破テロの計画を聞き出し、空港での大惨事を防ぐことに成功する。
再びリアムの前に現れたクァンは、マギーとの逢瀬の様子をリアム自身に世界中に公開させると、自分のレストランに帰っていった。

## キャスト
※括弧内は日本語吹替
クァン・ノク・ミン
演 - ジャッキー・チェン（石丸博也）
チャイニーズ・レストラン「ハッピー・ピーコック（HAPPY PEACOK）」の経営者。中国出身だが、ホーチミン市で働いた後、シンガポールを経由してロンドンへと逃亡してきた。その途中、海賊の襲撃で娘2人を失い、妻も娘ファンの出産時に亡くなっている。
正体は、ベトナム戦争時代にアメリカ特殊部隊に所属していた元工作員。犯人の情報を聞き出すためリアムの周囲に危害を及ぼすが、負傷はさせても決して死人は出さない。
リアム・ヘネシー
演 - ピアース・ブロスナン（田中秀幸）
北アイルランド副首相。30年前まで過激派組織の活動家をしていたが、組織を離れて刑にも服している。
メアリー・ヘネシー
演 - オーラ・ブラディ（阿部彬名）
リアムの妻。甥であるショーンとは肉体関係を持つ仲。過激派組織の一員だった弟が死んだのは夫が見捨てたせいだと思っている。
リチャード・ブロムリー
演 - レイ・フィアロン（藤井隼）
ロンドン警視庁テロ対策指令部の指揮官。
マギー
演 - チャーリー・マーフィ（藤田曜子）
リアムの愛人。正体は過激派組織の一員で、本名はサラ・マッカイ。
クリスティ・マーフィー
演 - スティーブン・ホーガン
リアムの部下。
ショーン・モリソン
演 - ロリー・フレック・バーンズ
リアムの甥。英軍特殊部隊の元隊員。リアムからの連絡を受けてニューヨークから駆けつけた。
ジム・カヴァナー
演 - マイケル・マケルハットン（菊池康弘）
リアムの片腕。
ファン
演 - ケイティ・ルング
クァンの娘。過激派組織の爆破テロに巻き込まれて死亡する。
キャサリン・デイヴィス
演 - リア・ウィリアムズ
イギリス政府の閣僚。
ケイ・ラム
演 - リウ・タオ
「ハッピー・ピーコック」の従業員。クァンの友人。
パトリック・オライリー
演 - ニール・マクナミー
過激派組織の一員。爆破テロを起こした犯人の1人。右手に火傷の痕がある。
ヒュー・マクグラス
演 - ダーモット・クロウリー
リアムの同志。正体は過激派組織の急進派リーダー。

## 作品解説
本作には本国版と国際版の2種類が存在する。
本国版
- 中国、香港、日本で公開。
- 上映時間は110分。
- 過激派組織は「UDI」という架空の組織。
- 中国圏俳優同士の会話時は普通話に切り替わる。
- 森の中でのファイトシーンが国際版よりも長い。

国際版
- 本国版公開地域を除く英語圏で公開。
- 上映時間は114分。
- 過激派組織はIRAと表記される。

### 劇中の描写
北アイルランド問題
劇中では北アイルランドを巡るイギリスとアイルランドの対立の明暗が描かれている。例として、とある登場人物の家族を過去に殺したアルスター義勇軍 (UVF) の暗殺部隊のメンバーが、政治的妥協によって生きたまま逮捕され、刑務所内で生きながらえているうえ、通信教育で大学生になっているという「厚遇」が描かれる一方、過激派組織のアジトを特定して突入した警察の対テロ特殊部隊が、負傷するも唯一生きているテロリストに対し、爆破テロを阻止するためとはいえ拷問を行ってテロの情報を聞き出し、テロの阻止後には特別な思惑から、そのテロリストを逮捕せずに射殺するという場面がある。
なお、原作が出版された1992年には北アイルランド紛争は継続中であったが、1998年にベルファスト合意に基づいて和平合意が行われており、2017年の映画公開時点では紛争はすでに終結しているため、映画公開時の現実には即していない描写となっている。
ベトナム共和国陸軍特殊部隊
主人公のクァンが過去に所属していた部隊として、劇中に登場するアメリカ陸軍省名義による彼に関する資料の中で、触れられている。また、この資料の中では「ARVN」や、「捕虜とされた（CAPTURED）」との記載もあり、さらにクァンが傷の治療のために上半身裸になった際にいくつもの切り刻まれた傷痕があることから、彼が捕虜となった後で北ベトナム側から苛烈な拷問を受けていたことが示唆されている。なお、劇中ではクァンの古巣について「米軍特殊部隊」とも記載されているが、ベトナム戦争当時のARVNは同盟国軍のアメリカ陸軍側から派遣された軍事顧問の援助を受けており、劇中での表現は決して間違ってはいない。ただし、劇中ではクァンの出身地について「中華人民共和国の広西チワン族自治区」と記載されており、どのような経緯でベトナム共和国陸軍特殊部隊に入ったかについては説明されていない。
なお、原作での主人公はニューエン・ニョク・ミンという中国系ベトナム人で、ヴェトコンのゲリラ兵として殺人技術を身につけたが、父を内輪もめで殺されたことをきっかけに南ベトナム軍に投降する。その後はアメリカ軍の特殊部隊で活動していたが、「戦争が終わったらアメリカに逃してやる」という約束がアメリカ軍の撤退時に反故にされ、北ベトナム軍の捕虜になって拷問される。数年後に家族と再会し、亡命しようと海上へボートで出たところをタイの海賊に襲われて13歳の双子の娘たちを目の前でさらわれ、自分も撃たれたという設定である。